# NGC 821
NGC 821 is een elliptisch sterrenstelsel in het sterrenbeeld Ram. Het hemelobject werd op 4 september 1786 ontdekt door de Duits-Britse astronoom William Herschel.

## Synoniemen
- PGC 8160
- UGC 1631
- MCG 2-6-34
- ZWG 438.33
- KARA 89